# 尹啟相
尹啟相（韓語：윤계상，1978年12月20日—），為韓國演員、男歌手。其以韓國元祖偶像團體g.o.d成員出道，2004年展開演員生涯，2014年與god重新合體後轟動回歸，如今在演員與歌手領域均有眾多膾炙人口的作品，展現演歌雙棲的多元才華。

## 經歷
1999年1月13日以男子團體g.o.d在SBS《深夜正式演藝》中出道，成為歷來韓國偶像團體中，唯一老少皆知、備受全民喜愛的國民組合。尹啟相以高人氣的god門面擔當、高音rap擔當、綜藝擔當等變化多端的樣貌，被歌迷稱為「千之面相－尹啟相」。據主唱金泰宇在綜藝節目中透露，god歌迷有70%以上都是孫昊永和尹啟相的粉絲，為組合中的兩大人氣山頭。
22歲就以god成員身分首次登上令人艷羨的演藝事業高峰的尹啟相，曾演出收視率摜破六成、造成萬人空巷的MBC《god的育兒日記》；也曾與god團員攜手在盜版猖獗年代，以《Chapter 3》、《Chapter 4》專輯各自寫下近200萬張唱片銷售紀錄，以《Chapter 3》寫下韓國組合歷史上單輯最高銷量紀錄（2018年才被BTS超越），用《Chapter 4》專輯通殺韓國年度所有音樂大賞，並舉辦空前絕後的百場演唱會。歷經長年日以繼夜、馬不停蹄的演藝生活後，因專輯製作人朴軫永與god所屬的Sidus經紀公司在合約轉換的協調上卡關，造成god長時間的活動停頓，加諸屆臨兵役期等問題，內心浮現對未來職涯的憂慮，2003年底結束god《Chapter 5》專輯的宣傳活動後，逐漸淡出歌唱活動。
在這段停頓期中，尹啟相過往在MV及情境喜劇等演技表演中多次展露出的優異演戲天份，為他開啟了另一扇門。在偶然機緣下，他接演了電影《芭蕾舞訓練班》，其後又挾天團門面的高人氣，出演了幾乎是為他量身打造的電視劇《嫂嫂19歳》。2004年7月《嫂嫂19歳》率先上檔，成為他演員身分的出道作品，同年底《芭蕾舞訓練班》甫上映不到一週，正值演員生涯起飛之際，他卻在眾人的詫異中，毅然選擇於2004年12月7日入伍服役。次年，演員尹啟相以首部電影與首部電視劇作品，雙雙入圍百想藝術大獎最佳新人男演員獎，最後以《芭蕾舞訓練班》獲得百想藝術大獎電影部門最佳新人男演員獎的肯定。尹啟相頂著小平頭、著整套軍裝上台領獎，現場為之轟動，順勢開啟了他退伍後投入專業演員工作的道路。
2006年12月6日退役後，2007年尹啟相帶著與大勢女演員李美妍合演的《為愛瘋狂》回歸，此後專注於演員活動，游刃有餘的遊走於電影與電視劇的領域，陸續接演無數戲劇作品，廣為人知的作品包括韓劇：《嫂嫂19歳》的叛逆小子姜勝哲、《最佳愛情》的韓醫師尹必周、《High Kick！短腿的反擊》的暖男大舅尹啟相、《傲骨賢妻》的幹練律師徐中原、《巧克力》的外科醫師李康；電影則有：《野獸男孩》之清潭洞紅牌男公關勝宇、《豐山犬》之失鄉人豐山、《少數意見》之國選律師尹鎮元、《犯罪都市》之惡霸張晨、《辭典》之韓國語言學會代表柳政煥、《獵魂者》的姜伊安等。
在成為演員的第一代偶像歌手中，尹啟相無疑是最能穩穩鞏固自己在大銀幕和電視上的演員地位的一位。當時，大眾對於從偶像明星轉型為演員充滿偏見，為了打破業界與觀眾先入為主的成見，他不斷克服逆境與偏見，以真誠的演技打動觀眾。他對演員工作的投入可以由接演的作品題材與角色略見一隅，挾著god天團的高人氣走上演員道路，卻拋棄一般偶像演員較常選擇的軟性討喜題材，放下頂級偶像身段認真學習，挑戰多元而充滿爭議性的各種困難題材，小至社會邊緣弱勢關懷等敏感議題，大至國族母語關懷，對獨立製作或新銳導演作品也不排斥，甚至曾不收片酬演出《再靠近一點》，接演《紅地毯》中情色電影導演的角色，試圖打破社會各種偏見，可以看出他專注於電影傳遞的信息而不是角色的份量，十足展現他擺脫偶像包袱，走上真正演員之路的企圖心與熱情。資深演員尹汝貞在2016年與尹啟相共演《酒神小姐》時，就曾於受訪時稱讚尹啟相是踏踏實實、值得她給予特別關愛的後輩演員，說他是「不走捷徑的固執演員」；兩度與他合作電影演出的柳海真說他「像一滴一滴滴下來變成一杯濾滴咖啡一樣的演員」。（《劉QUIZ ON THE BLOCK》第131集）
2011年接演由名導演金基德製作、編劇，交由首席弟子全宰洪（전재홍）執導的電影《豐山犬》，扮演接受客戶交付任務，往來穿梭南北38線的男子，以全片沒有一句台詞，僅以強烈的肢體與冷漠的眼神展現高難度的演技，完全脫離偶像的包袱，紮實轉型成功受到肯定，入圍大鐘獎及青龍獎二大影展最佳男主角，此後戲路更為多元發展。由於此片高強度的演出技巧，讓姜允成導演留下深刻印象，2017年邀約他擔綱《犯罪都市》之重要惡角張謙，他為戲增重，接長髮，接受動作訓練，改變走路姿態，更花了兩個月專注學習延邊語，在角色設定上向導演提出許多意見並受到採納，首度扮演反派角色便以強大的氣場、陰森恐怖的眼神、特色十足的長髮扮相與道地的延邊口音引起話題，熱映2個月達到687萬2384次的觀影人次，成為韓國限制級電影影史第三名，僅次於李秉憲的《萬惡新世界》與張東健的《朋友》。賣座的絕佳表現引他躍上票房演員之林，充滿特色的延邊口音台詞蔚為風潮成為流行語，開啟他演藝生涯的另一高峰，韓國電影記者協會在年末的《年度電影獎》頒給他年度發現獎。
2012年底在他主持的節目《尹啟相的One Table》最後兩集節目中，透過god老么金泰宇邀請當年親如兄弟的g.o.d全體成員來吃一頓他煮的飯，沒想到大家同聲應允，朴俊炯更從美國飛來相聚。在節目中饗用美食、回憶過往的愉快氣氛中，成員和尹啟相化解心結、娓娓道出當年分開的心境，互相流下理解的眼淚，此後成員逐漸恢復以往情誼，尹啟相在節目上自述「我應該可以再幸福起來了」。
2014年在國民期待god再合體的巨大聲浪中，god以5人形態完整回歸，先發表出道15週年紀念單曲《醜小鴨》(The Lone Duckling)作為回歸歌曲，橫掃當年度音源榜與銷售榜，接著發行第八張正規專輯《Chapter 8》，同時展開出道15週年Reunion演唱會，7月12日首場首爾演唱會全場約7萬名，god一代國民天團人氣不減當年。god感受到歌迷的愛不減當年，10月22日發表了Thanks Edition單曲《Wind 風》，為尹啟相首度嘗試歌詞創作的作品，作為感謝歌迷支持的禮物，展現了他多元的才華。同年10月舉辦安可場演唱會，吸引5萬人入場，成為韓國音樂圈年度最大盛事之一。此後god逐年舉辦演唱會均獲佳績，5名成員均以團體和個人活動並進的方式進行演藝活動。2018年發行god出道20週年紀念專輯《Then & Now》，同年底到次年初舉辦出道20週年Greatest系列演唱會。
2020年7月尹啟相於Youtube發表了首部自導自演作品《Table》，與攝影師金林容合作，採偽紀錄片型態完成，紀錄他獨力完成一張木桌的製作，分為《開始》、《過程》與《完成》的三個階段來拍攝，雖然不發一語，但是心境轉折點滴呈現於影片中。因遇COVID-19疫情期間，該片選擇公開發表於Youtube頻道上。
2021年3月《韓國電影振興委員會》（영화진흥위원회가）選定200位韓國電影界代表演員，進行2021年韓國電影界代表演員的宣傳活動「Korean Actors 200」，選定了男女演員各100位，將其宣傳資料直接傳達給包括坎城、柏林、威尼斯等全球主要影展、甚至包括Netflix等國際串流媒體、國際電影代理公司、時代雜誌、紐約時報等主流媒體在內，全球影壇的核心人士手上，供其選角之用。尹啟相名列在首批發表名單中，入選引言為「他以《犯罪都市》（The OUTLAWS）創造了韓國影史上最棒的惡棍之一，讓自己從國民偶像成功轉化成一個全方位的演員。他仍持續在擴張他的表演光譜。」
2021年4月他確認接演改編自人氣網路漫畫的《犯罪拼圖》，扮演殺害女友父親的前犯罪心理學家、現任無期徒刑犯韓勝民，同為犯罪心理師的女友因不相信戀人的自白，著手重新調查並展開10次審問，本劇為集動作、推理、懸疑於一身的快節奏戲劇，10月在韓國Olleh TV和OTT平台seezn播出。
2021年11月尹啟相主演的科幻動作電影《獵魂者》在韓國上映，他扮演一位每12小時就在另一個人身體中醒來的失憶男子，為了找出自己是誰而被迫冒著危險追逐真相的過程，全劇精采的動作、槍戰、追車戲都由尹啟相親自上陣，未用任何替身。這部電影原定於2020年上映，被視為他在《犯罪都市》和《辭典》都寫下票房佳績後的重要作品，但受到COVID-19疫情影響數度延宕上映時間。此片在2020年10月先行受邀參與第53屆西班牙《錫切斯影展》幻想電影節競賽單元「全景奇幻單元」。2021年5月再獲得紐約亞洲影展「最佳動作電影獎」。憑藉在國際影展上大放異彩，海外版權銷售至107個國家，《變形金剛》好萊塢知名製片人洛倫佐·迪·波納文圖拉更搶先觀影後馬上主動聯繫，迅速談定好萊塢翻拍版權。《獵魂者》在韓國上映後，不巧遇上韓國疫情再爆發，觀影市場大幅萎縮，但仍盤據票房榜首數週。
2022年5月，他以改編自人氣網路小說的Disney+原創電視劇《第六感之吻》回歸，重拾浪漫愛情題材，演繹五感能力為常人十倍的廣告才子車敏豪的尹啟相，與親吻對方就能看到未來的第六感超能者部屬洪藝述（徐智慧飾）之間，發展出一段浪漫的職場奇幻戀情。尹啟相以天生的領導氣質扮演職場威權上司，默默守候帶領著徐智慧扮演的洪藝述在工作中成長，外冷內熱的暖男角色充分展現尹啟相細緻的演技，韓國Vogue雜誌為此特地驚奇撰寫專文評論：「尹啟相作爲《芭蕾舞訓練班》（2004）的主角出道以來，消化了多種媒體、體裁和角色。雖然不知道他自己是否意識到這一點，但在18年的時間裏，幾乎每年都會以主演的身份推出電視劇、電影、電視秀，這是非常罕見的成績。從動搖的青春到危機的脫北者，再到平凡的城市上班族，再到下一瞬間成爲瘋狂的罪犯，然後若無其事地回到浪漫喜劇，這有幾位演員做得到呢？如果是以前的話，可能是因爲沒有刻骨銘心的形象或成功的作品，反而更容易改變，但是《犯罪都市》中雜亂無章的犯罪者張謙角色成功後，拍攝浪漫電視劇，簡直太令人驚訝。從中可以看出尹啟相在業界和觀衆心中累積的信任的特性。」

## 個人生活

### 健康
- 2009年2月11日在準備拍攝電影《執行者》時，因發燒頭痛而就醫，被診斷出腦膜炎住院[25][26]。15日，症狀有所好轉後，從住院的首爾建大醫院出院[27]。
- 2010年拍攝《一號國道》期間椎間盤受傷，金鎮民導演表示：「兩個星期以來，大家都在努力拍攝大規模的戰爭場面。拍攝時，啟相因背部受傷持續往返醫院治療。但感人的是，他將困難和危險的場景表現得很好，沒有表現出任何痛苦。」[28]2012年6月為解決拍攝《豐山犬》時再度受傷，造成椎間盤傷勢惡化的問題，拍攝完《High Kick！短腿的反擊》後，悄悄入院接受椎間盤突出的內視鏡手術治療。[29][30]
- 2014年7月7日於準備god回歸演唱會中，疑因壓力過大，診斷為腦膜炎後住院治療[31]，後於10日康復出院，如期參加演唱會。[32]2022年尹啟相在劉在石主持的《劉Quiz on the Block》節目上坦承當時醫院認為太過危險，建議他不要參加演唱會，但是他實在太想站上舞台，「來到那個舞臺後，門一打開，就感覺一切都不值一提了。」[33]。
- 2021年韓國GQ雜誌5月號的訪談中，提及2020年上半年意外發現罹患腦動脈瘤，下半年接受手術在血管裡裝了支架和線圈，幸虧及早發現，術後復原良好並定期追蹤[34]。

### 感情
- 2012年釜山電影節結識女演員李荷妮，通過共同朋友變得熟絡，2013年2月22日承認已交往一個月。[35]2020年6月11日Saram Entertainment經紀公司證實兩人分手消息，尹啟相提前與經紀公司解約。[36][37]
- 2021年6月17日因媒體報導，尹啟相透過甫於4月簽約的Just Entertainment經紀公司，承認去年底透過朋友認識圈外女友，雙方很好的交往中。[38]
- 2021年8月11日由經紀公司對外官宣，尹啟相亦於個人官咖《緣in啟相》親自發文，告知粉絲即將與年下5歲的圈外女友結婚，但受Covid-19疫情影響，將先進行登記。[39][40]8月13日由友人陪伴前往首爾龍山區辦公室完成結婚登記。[41]
- 2022年6月9日於首爾新羅酒店迎賓館補辦戶外婚禮，經紀公司向媒體表示，因為仍在COVID-19流行期間，只有家人、熟人和娛樂圈的同事參加。婚禮司儀為Rain，男方致賀詞代表為god大哥朴俊炯，女方致賀詞代表為新娘知交鄭有美，祝歌由g.o.d演唱《一根蠟燭》、《0%》，尹啟相並為新娘演唱《Uphill》，氣氛感人。尹啟相作風低調，並未公開任何結婚或婚禮照片，僅能由社群流出照片與後續媒體採訪中，得知出席婚禮嘉賓除god成員全體、Rain、鄭有美，還包括馬東石與妻子藝正花、張赫、金東旭、溫朱莞、李相燁、權律、林智妍、尹敬浩、朴智煥等人。[42][43][44][45][46][47]

## 影视作品

### 電視劇
| 年份 | 電視臺                    | 劇名                      | 角色                   | 備註 |
| 2001 | MBC                       | 《男生女生向前走2》       | 尹啟相                 | 特別出演 New Non-Stop EP.162-166 EP.375-379                                                                                              |
| 2004 | SBS                       | 《嫂嫂19歲》              | 姜勝哲                 | 男主角 |
| 2004 | SBS                       | 《周末反轉劇》            | 尹啟相                 | 男主角 EP.136 熱血老師(與韓智慧、在熙) EP.137-138 可愛的人質（與孫太英） *註：《星期天真好》之固定單元，主演者均透過官方網站的票選投出。 |
| 2007 | SBS                       | 《為愛瘋狂》              | 金采俊                 | 男主角 |
| 2008 | MBC                       | 《你是誰》                | 車承孝                 | 男主角 |
| 2009 | MBC                       | 《Triple》                | 張賢泰                 | 共同男主角 |
| 2010 | MBC                       | 《一號國道》              | 申泰昊                 | 共同男主角 |
| 2011 | MBC                       | 《最佳愛情》              | 尹必周                 | 共同主演 |
| 2011 | MBC                       | 《High Kick！短腿的反擊》 | 尹啟相                 | 共同主演 |
| 2013 | tvN                       | 《馬鈴薯星2013QR3》       | 腦外科主任             | 特別出演 EP.9-10 |
| 2014 | KBS                       | 《陽光滿溢》              | 鄭世路／李恩守         | 男主角 |
| 2015 | JTBC                      | 《LAST》                  | 張泰浩                 | 男主角 |
| 2016 | tvN                       | 《傲骨賢妻 (Good Wife)》  | 徐中原                 | 共同男主角 |
| 2019 | JTBC                      | 《巧克力》                | 李康                   | 男主角 |
| 2021 | Olleh TV seezn Sky頻道    | 《犯罪拼圖》              | 韓勝民                 | 男主角 |
| 2022 | Disney+                   | 《第六感之吻》            | 車敏豪                 | 男主角 |
| 2023 | JTBC                      | 《戀愛不可抗力》          | 「高等律師事務所」代表 | 特別出演 EP.1-2 |
| 2023 | ENA Genie TV Prime Video  | 《绑架之日》              | 金明俊                 | 男主角 |
| 2024 | Netflix                   | 《無聲蛙鳴》              | 具尚俊                 | 共同男主角（與金倫奭） |
| 2025 | SBS                       | 《TRY：我們成為奇蹟》     | 朱嘉藍                 | 男主角 |
| 2025 | Genie TV Coupang Play ENA | 《UDT：我們小區特工隊》   | 崔江（暫譯）           | 男主角 |
| 未定 | 未定                      | 《夫婦兩人都在玩》        | 片成俊                 | 男主角 |

### 電影
| 年份 | 電影名稱                          | 角色           | 備註 |
| 2004 | 《偷偷喜歡你》                    | 姜民載         | 主角 |
| 2008 | 《六年之癢》                      | 在英           | 主角 |
| 2008 | 《野獸男孩》                      | 勝宇           | 主角 |
| 2009 | 《執刑者的告白》                  | 吳宰京         | 主角 |
| 2010 | 《再靠近一點》                    | 炫五           | 主角 |
| 2011 | 《豐山犬》                        | 失鄉人豐山     | 主角 |
| 2013 | 《愛情的剪刀石頭布》              | 允哲           | 微電影，主角 |
| 2013 | 《狠愛你 （页面存档备份，存于）》 | 張義           | 微電影，主角 |
| 2014 | 《拍色人生》                      | 朴政宇         | 主角 |
| 2015 | 《少數意見》                      | 尹鎮元         | 主角 |
| 2015 | 《戲劇性的一夜》                  | 劉正勛         | 主角 |
| 2016 | 《酒神小姐》                      | 道勛           | 主要角色 |
| 2017 | 《犯罪都市》                      | 張謙           | 主角、反派 |
| 2018 | 《宅配男逃亡曲》                  | 申武烈         | 特別出演 |
| 2019 | 《機密行動：我們的辭典》          | 柳政煥         | 主角 |
| 2019 | 《國民英雄》                      | 酒測臨檢的警察 | 客串 |
| 2020 | 《Table》三部曲                   | 尹啟相         | 偽紀錄片。尹啟相首部自導自演作品。 分為三個主題，在網路公開放送。 《開始》 （页面存档备份，存于） 《過程》 （页面存档备份，存于） 《完成》 （页面存档备份，存于） |
| 2021 | 《獵魂者》                        | 姜伊安         | 主角（原訂2020年上檔，受新冠肺炎疫情影響而延後檔期） |
| 2023 | 《單身首爾》                      | 書店店長 善宇  | 特別出演 |
| 2024 | 《god's MASTERPIECE the Movie》   | 尹啟相         | 主角 god《god的傑作(Masterpiece)》演唱會電影版，為迎接god出道25週年之作                                                                                           |

### MV
- 2001年：車太鉉《I Love You》
- 2007年：M.C the MAX《心啊停下來吧》（與朴詩妍）
- 2010年：Supreme Team《那時 那時 那時(그땐 그땐 그땐)》（與鄭有美）
- 2021年：Code Kunst、李燦赫、Colde、Sogumm《치열(Cheers)》（與文佳瑛）（ELLE Korea 第二張音樂專輯《Reconnect 2021》）
- 2024年：李文世《Love even in goodbyes 離別也是愛(이별에도 사랑이)》（第17張正規專輯先行曲）[61]

## 音樂作品
- 1998年：韓劇《愛在心中》Ost.《緣分(인연) （页面存档备份，存于）》 主唱金熙成(김희성)，feat.旁白尹啟相（出道前作品）
- 1999年：god《Chapter 1 어머님께》致母親
- 1999年：god《Chapter 2 사랑해 그리고 기억해》愛你並記住你
- 2000年：god《Chapter 3 거짓말》謊言
- 2001年：god《Chapter 4 길》路 (2001年首爾演唱會)
- 2002年：god《Chapter 5 편지》信 (2002年至2003年間100場百日演唱會)
- 2014年：god《Chapter 8 하늘색 약속》天藍色約定 (7月12、13日首爾Reunion演唱會)
- 2014年：god《Chapter 8 /바람》8輯＋Thanks Edition單曲 風(由尹啟相作詞)
- 2014年：god《god 15th Anniversary Reunion Concert》 Special DVD
- 2015年：god《웃픈 하루 苦笑的一天/네가 할 일你該做的事》2首單曲 (12月16-20首爾演唱會，後面還有大邱、釡山等)
- 2017年：god《god to Man》演唱會 (1月6-8首爾演唱會、1月13日仁川，後面還有大田、光州、釡山等)
- 2018年：god《Greatest》20週年演唱會DVD
- 2019年：god《Then & Now》20周年特別專輯，專輯第七首So you can come back to me(니가 다시 돌아올 수 있도록)由尹啟相作詞
- 2019年：韓劇《巧克力》原聲帶 《You & I》 (Special Track) 與河智苑合唱

## 其他作品
- 2021年10月 有聲書《你的地方 - 如何長成一棵樹(당신의 자리 - 나무로 자라는 방법) （页面存档备份，存于）》 詩人柳熙京（朝鲜语：유희경_(시인)）作品，尹啟相朗讀

## 綜藝節目
| 年度     | 日期               | 電視台                    | 節目名稱                                                   | 集數         | 角色               | 備註 |
| 2000     | 1月9日～ 5月12日   | MBC                       | 《god的育兒日記》                                          | EP1～EP61    | 主持               | 與god成員、11個月大嬰兒韓在民 （為劉在錫主持的《目標達成!星期六》的特別企劃單元，本為一次性特集，不料播出後佳評如潮，第二集起緊急改為固定單元播出，成為韓國實境節目始祖。） |
| 2001     | 1月9日～ 5月12日   | MBC                       | 《god的育兒日記》                                          | EP1～EP61    | 主持               | 與god成員、11個月大嬰兒韓在民 （為劉在錫主持的《目標達成!星期六》的特別企劃單元，本為一次性特集，不料播出後佳評如潮，第二集起緊急改為固定單元播出，成為韓國實境節目始祖。） |
| 8月4日   | MBC                | 《god的育兒日記特輯》     | EP73                                                       |              | 主持               | 與god成員、11個月大嬰兒韓在民 （為劉在錫主持的《目標達成!星期六》的特別企劃單元，本為一次性特集，不料播出後佳評如潮，第二集起緊急改為固定單元播出，成為韓國實境節目始祖。） |
| 8月11日  | MBC                | 《god的育兒日記特輯》     | EP74                                                       |              | 主持               | 與god成員、11個月大嬰兒韓在民 （為劉在錫主持的《目標達成!星期六》的特別企劃單元，本為一次性特集，不料播出後佳評如潮，第二集起緊急改為固定單元播出，成為韓國實境節目始祖。） |
| 12月29日 | MBC                | 《god的育兒日記新年特輯》 | EP94                                                       |              | 主持               | 與god成員、11個月大嬰兒韓在民 （為劉在錫主持的《目標達成!星期六》的特別企劃單元，本為一次性特集，不料播出後佳評如潮，第二集起緊急改為固定單元播出，成為韓國實境節目始祖。） |
| 2002     | MBC                | 《god的育兒日記新年特輯》 | 1月5日                                                     | EP95         | 主持               | 與god成員、11個月大嬰兒韓在民 （為劉在錫主持的《目標達成!星期六》的特別企劃單元，本為一次性特集，不料播出後佳評如潮，第二集起緊急改為固定單元播出，成為韓國實境節目始祖。） |
| 2010     |                    | Trend E                   | 《it Travel》 尹啟相 in Turkey                             |              | 主持               | |
| 2012     | 7月24日起          | 韓國QTV                   | 《Real Mate》 尹啟相和權律 in 雪梨                         | EP.1-EP.10   | 主持               | 與權律 |
| 2012     | 8月26日～11月17日  | O'live                    | 《尹啟相的One Table》                                      | EP.1-EP.12   | 主持               | 與權律。為每集受邀而來的至親好友親手準備一餐飯。 |
| 2013     | 1月28日            | KBS1                      | 《KBS特別紀錄片》 尹啟相的慶北之旅                         | EP.3         | 主持               | 走入風流中 - 聞慶市、安東市 |
| 2013     | 2月4日             | KBS1                      | 《KBS特別紀錄片》 尹啟相的慶北之旅                         | EP.4         | 主持               | 千年的誘惑 - 慶州市、清道郡 |
| 2013     | 11月20日           | KBS2                      | 《明星，享受旅行》 尹啟相的慶尚北道風流旅行                | EP.13        | 主持               | 介紹慶尚北道旅遊 |
| 2013     | 11月27日           | KBS2                      | 《明星，享受旅行》 尹啟相的慶尚北道風流旅行                | EP.14        | 主持               | 介紹慶尚北道旅遊 |
| 2018     | 10月11日～12月13日 | JTBC                      | 《一起走吧》                                               | EP.1～EP.10  | 主持               | 韓國元祖偶像、國民組合god的療癒系團綜，與god成員朴俊炯、Danny Ahn、孫昊永、金泰宇共同主持，作為他們出道20週年的紀念作品。 紀錄5名團員重新聚首，前往西班牙走聖地牙哥朝聖之路的沿途點滴。 |
| 2023     | 9月28日            | KBS2                      | 「KBS 50年Ｘgod 25年」 2023 KBS大企劃 《ㅇㅁㄷ god》演唱會 | 中秋特別節目 | 主持 god完整體演出 | 從爲國民服務的角度出發，以超大型演出項目與觀衆見面的KBS大企劃，過去幾年推出的《大韓民國重生羅勳兒》、《綻放吧大韓民國沈秀峯》、《We're HERO 林英雄》等，均以壓倒性的收視率和話題性得到了認可。2023年邀請以眾多熱門歌曲受到男女老少喜愛的「國民偶像」god在迎來出道25週年之際，與創立50週年的公營電視臺KBS攜手以「KBS 50年，god 25年」為題，舉辦god大型個別演唱會，作為獻給一起走過那個時期的各世代人一份難忘的禮物。2023年8月9日門票開售後3分鐘即售罄，演唱會於9月9日在仁川松島月光慶典公園舉行，於中秋前夕在KBS2頻道作為特別節目播出。 |

## 獎項

### 演員與個人獎項
| 年份 | 名稱                                  | 獎項                                | 作品                      | 結果 |
| 2004 | 第11屆 SBS演技大賞                    | 特別電視劇部門 男子優秀演技賞       | 《嫂嫂19歲》              | 提名 |
| 2005 | 第41屆 百想藝術大賞                   | 電視部門 最佳新人男演員獎           | 《嫂嫂19歲》              | 提名 |
| 2005 | 第41屆 百想藝術大賞                   | 電影部門 最佳新人男演員獎           | 《芭蕾舞訓練班》          | 獲獎 |
| 2005 | 第26屆 青龍獎                         | 最佳新人演技獎                      | 《芭蕾舞訓練班》          | 提名 |
| 2005 | 第4屆 大韓民國電影大賞                | 最佳新人演技獎                      | 《芭蕾舞訓練班》          | 提名 |
| 2007 | 第3屆 安德烈·金最佳明星獎             | 最佳男明星獎                        |                           | 獲獎 |
| 2007 | 第14屆 SBS演技大賞                    | 男子優秀演技賞                      | 《為愛瘋狂》              | 提名 |
| 2008 | 第2屆 Mnet 20's Choice                | 熱門電影男明星獎                    | 《野獸男孩》              | 提名 |
| 2011 | 第48屆 大鐘獎                         | 最佳男演員獎                        | 《豐山犬》                | 提名 |
| 2011 | 第32屆 青龍獎                         | 最佳男演員獎                        | 《豐山犬》                | 提名 |
| 2011 | 第7屆 Mnet 20's Choice                | 熱門電視劇男明星獎                  | 《最佳愛情》              | 提名 |
| 2011 | 第11屆 MBC演藝大賞                    | 情境喜劇部門 男子優秀演技獎         | 《High Kick！短腿的反擊》 | 獲獎 |
| 2011 | 第38屆 MBC演技大獎                    | 男子迷你劇新人獎                    | 《最佳愛情》              | 提名 |
| 2017 | 第6屆 韓國電影演員協會獎              | 明星之夜頒獎典禮 韓國電影人氣明星獎 | 《犯罪都市》              | 獲獎 |
| 2018 | 第9屆 年度電影獎 （韓國電影記者協會） | 年度發現獎                          | 《犯罪都市》              | 獲獎 |
| 2018 | 第54屆百想藝術大獎                    | 男子人氣獎                          | 《犯罪都市》              | 提名 |
| 2018 | 第27屆 釜日電影獎                     | 人氣男星獎                          | 《犯罪都市》              | 提名 |
| 2018 | 第14屆 堤川國際音樂電影節(JIMFF)      | JIMFF之星獎                         | 《犯罪都市》              | 獲獎 |
| 2021 | 第7屆 APAN Star Awards                | KT Seezn 明星獎                     | 《巧克力》                | 提名 |
| 2022 | 第1屆牙山忠武宮國際動作電影節         | 最優秀男主角獎                      | 《獵魂者》                | 獲獎 |
| 2022 | 第1屆青龍系列大獎                     | 最佳男主角獎                        | 《犯罪拼圖》              | 提名 |
| 2022 | 第42屆黃金攝影獎                      | 評審團特別獎                        | 《獵魂者》                | 獲獎 |

### g.o.d團體獎項
| 年份 | 獎項 |
| 1999 | - SBS歌謠大戰–新人獎 |
| 2000 | - 韓國演藝藝術大賞－新時代大眾歌謠部門男子組合獎 - 第2屆Mnet KM Music Video Festival－最佳男組合賞《Love and Memories》 - 第15屆韓國金唱片大賞－本賞 - 漢城歌謠大賞－本賞 - KMTV頒獎典禮－本賞 - SBS歌謠大戰－十大歌手賞、本賞 - KBS歌謠大賞－本賞 - MBC十大歌手慶典－人氣歌手獎 - 第9屆韓國電視大賞－最佳歌手獎 - Music Video Festival－大賞《Lie》 |
| 2001 | - 第3屆Mnet KM Music Video Festival－最佳流行音樂錄影帶獎《Lie》 - 第15屆韓國金唱片大賞－唱片部門新人賞、唱片大賞《路》 |
| 2002 | - MTV Aisa Music Awards－最喜歡韓國藝人獎 |
| 2003 | - KMTV頒獎典禮－年度受歡迎歌手獎 |
| 2005 | - 第20屆韓國金唱片大賞－本賞、人氣賞 - SBS歌謠大賞－本獎 - KBS歌謠大賞－本獎 - MBC歌謠大賞－本獎 |
| 2014 | - Style Icon Awards－時尚指標獎 - 第6屆MelOn Music Awards－年度十大歌手獎、年度專輯獎（Chapter 8） |
| 2015 | - 第4屆Gaon Chart K-pop Awards－5月年度音源獎《醜小鴨》 |

## 其他

### 廣告代言
| 年度    | 廣告名稱                          | 種類              | 備註                              |
| god全體 |                                   |                   |                                   |
| 1999    | Motorola Edge                     | 手機              | g.o.d全體                         |
| 2000    | KT電信 NA                         | 通訊              | g.o.d全體與朴榮鎮、金相慶         |
| 2000    | Audition.com                      | 網站              | g.o.d全體                         |
| 2000    | SK電訊 Smart                      | 通訊              | g.o.d全體                         |
| 2000    | 百事可樂                          | 飲品              | g.o.d全體                         |
| 2001    | 海太製菓 / 餅乾                   | 食品              | g.o.d全體                         |
| 2001    | Century空調                       | 空調              | g.o.d全體與嬰兒韓在民             |
| 2001    | 海太製菓 / 2&4                    | 食品              | g.o.d全體                         |
| 2001    | 海太製菓 / Bravo                  | 食品              | g.o.d全體                         |
| 2001    | KT電信 Hanmir                     | 通訊              | g.o.d全體                         |
| 2001    | 海太製菓 / 自由時間               | 食品              | g.o.d全體                         |
| 2002    | KT電信 Megapass                   | 通訊              | g.o.d全體                         |
| 2002    | 現代汽車 Click                    | 汽車              | g.o.d全體                         |
| 2002    | 首爾牛奶                          | 飲品              | g.o.d全體                         |
| 2002    | Eugenes                           | 建築              | g.o.d全體                         |
| 2003    | 大宇集團 大宇電視                 | 家電              | g.o.d全體                         |
| 個人    |                                   |                   |                                   |
| 2004    | SK電訊 SK電訊網                   | 通訊              |                                   |
| 2011    | 日東製藥 Aronamin C plus          | 健康食品          | 與朴河宣、李笛、朱利安·姜、白珍熙 |
| 2011    | DaNaWa.com                        | 比價網站          |                                   |
| 2011    | Evezary                           | 寢具              |                                   |
| 2011    | Reebok ZigTech秋冬系列            | 運動服飾 / 運動鞋 | 與張赫、李詩英                    |
| 2012    | 格蘭諾拉麥片 藍莓口味             | 食品              | 與崔江姬                          |
| 2012    | BASSO homme                       | 男士西服          | 2012 S/S、2012 F/W                |
| 2013    | BASSO homme                       | 男士西服          | 2013 S/S、2013 F/W                |
| 2013    | Kolon Sport 40周年特別企劃        | 休閒機能服飾      | 與朴信惠                          |
| 2014    | BASSO homme                       | 男士西服          | 2014 S/S、2014 F/W                |
| 2014    | LOWE ALPINE / Alpine Shield       | 戶外機能服飾      |                                   |
| 2017    | MIP美男計劃 MINAN Projects        | 男性保養品        |                                   |
| 2018    | 漢堡王 松露Quattro蘑菇威化漢堡    | 速食              |                                   |
| 2018    | Canon EOS N50                     | 相機              |                                   |
| 2018    | Blue Lounge Maestro               | 男士西服          |                                   |
| 2018    | 韓國BMW THE MINI CLUBMAN          | 汽車              |                                   |
| 2018    | SKYLine games / 神怒(野望)        | 手機遊戲          |                                   |
| 2019    | Kolon byseries; / Seoul Noir      | 休閒服飾          |                                   |
| 2019    | Mountia Korea                     | 戶外機能服飾      | 2019 F/W                          |
| 2020    | Mountia Korea                     | 戶外機能服飾      | 2020 S/S、2020 F/W                |
| 2024    | 巴黎萊雅 男仕專業 8效勁能保濕乳液 | 男性保養品        |                                   |
| 2025    | G7 Coffee - Pure Black Light      | 即溶咖啡          |                                   |

### 宣傳大使
- 2002年 韓國 千禧年新生活運動宣傳大使
- 2009年 韓國 法務部矯正宣傳大使

## 外部連結
- Just Entertainments經紀公司個人網頁 （页面存档备份，存于）
- 尹啟相的Instagram帳戶
- 尹啟相在互联网电影资料库（IMDb）上的資料（英文）
- 尹啟相在韓國電影資料庫（KMDb）上的資料 （页面存档备份，存于）
- NAVER搜尋 （页面存档备份，存于）
- Daum搜尋 （页面存档备份，存于）
- 尹啟相在Duam的〈緣in啟相〉個人官咖 （页面存档备份，存于）
- g.o.d官方的Instagram帳戶
- g.o.d在Duam的〈fangod〉團體官咖 （页面存档备份，存于）